# Bovolone
Bovolone (Boolón, Bogolón o Bovolon in veneto) é uma comuna italiana da região do Vêneto, província de Verona, com cerca de 16.245 habitantes. Estende-se por uma área de 41,41 km², tendo uma densidade populacional de 392,3 hab/km². Faz divisa com Cerea, Concamarise, Isola della Scala, Isola Rizza, Oppeano, Salizzole, San Pietro di Morubio.
Centro de referência da planície média veronesa, à frente de uma área com mais de 40 mil habitantes, é um dos principais municípios da província em número de habitantes e detém o título de cidade desde 1994.
Fica perto do antigo "Castrum Bodoloni", cujos vestígios permanecem na zona de Prato Castello, e acolhe a centenária "Fiera di San Biagio", cujas origens remontam a 1278 e que representa uma das mais importantes feiras regionais. no sector têxtil.
Representa um importante centro de artesanato e de pequenas e médias indústrias ligadas à produção de móveis, sendo o centro de referência para o distrito de produção de móveis de arte em estilo simples veronese; é também o lar de importantes locais de valor artístico e histórico, como a Igreja Paroquial de San Giovanni in Campagna, o antigo Oratório de San Biagio ou a igreja de Madonna della Cintura.
Acolhe importantes empresas alimentares e agroalimentares ligadas a alguns setores tecnológicos (fotovoltaico, robótica, biomédico). A cidade de Bovolone é conhecida pela Offella D'Oro, uma sobremesa típica comparável ao pandoro, preparada e inventada por uma renomada confeitaria local.
No território municipal existe o Parque Urbano Valle del Menago, distribuído por 35 hectares e que abriga a Empresa Experimental do Conselho de Pesquisa Agrária e Análise de Economia Agrícola.

## Demografia
| Variação demográfica do município entre 1861 e 2011                               |
|                                                                                   |
| Fonte: Istituto Nazionale di Statistica (ISTAT) - Elaboração gráfica da Wikipedia |